# Capitalocène
Le Capitalocène est un concept qui, désignant sensiblement la même réalité phénoménologique que le concept d’Anthropocène, sous-entend cependant que c'est le capitalisme en tant que système économique et organisation sociale du monde qui est principalement responsable des dérèglements environnementaux actuels, et non l'humanité dans son ensemble. Selon Andréas Malm, inventeur de ce concept, il faut donc parler de « Capitalocène » plutôt que d'Anthropocène pour décrire la crise écologique en cours. Plus particulièrement, c'est le capitalisme industriel défini par « la production de valeur d'échange et la maximisation des profits au moyen de l'énergie fossile » qui selon Malm est responsable de l'artificialisation du monde et de la surexploitation de ses ressources.

## Définition
Les partisans du Capitalocène considèrent que l'Anthropocène est un paradigme erroné en ce qui concerne les débats publics sur l'environnement. Sa faiblesse fondamentale, selon eux, est d'attribuer la crise environnementale à l'ensemble de l'humanité ou à une nature humaine enracinée. Ils affirment que le capitalisme n'est qu'une des nombreuses façons d'organiser la société humaine, et que le capitalisme seul a produit des perturbations environnementales qui atteignent le niveau d'un désastre planétaire. La solution à ce désastre, selon eux, consiste à mettre fin au capitalisme et à créer un ordre social différent.
Bien que ces penseurs apprécient le rôle joué par le concept d'Anthropocène pour faire avancer le débat environnemental dans la sphère publique, ils estiment qu'elle sert en fin de compte à réifier et à mystifier les causes réelles de la crise environnementale, et même à empêcher l'action nécessaire pour l'atténuer, puisqu'il s'agirait dans ce paradigme d'une vaine tentative de contrecarrer les tendances de la "nature humaine". Le terme Capitalocène quant à lui replace la racine du problème dans le choix des priorités sociales, historiquement contingentes, qui peuvent être remises en question et refaites par ceux qui ont la volonté et l'organisation collective nécessaires pour le faire.

## Histoire
Le cadre du "Capitalocène" est né au début du XXIe siècle d'un dialogue entre les partisans de l'Anthropocène" et les penseurs des traditions écomarxiste et écoféministe. Le concept d'Anthropocène a été proposé pour la première fois par le chimiste atmosphérique Paul J. Crutzen en 2002, qui l'a décrit comme une nouvelle ère post-Holocène dans laquelle l'atmosphère mondiale subit une transformation majeure et à long terme en raison de l'activité humaine, en particulier du réchauffement climatique. Crutzen a suggéré que cette ère a commencé à la fin du XVIIe siècle avec la conception de la machine à vapeur par James Watt. Depuis la publication de l'essai de Crutzen, l'Anthropocène a fait l'objet d'un large débat dans la littérature académique et populaire.
Le marxisme écologique trouve ses racines dans les écrits de Karl Marx et de Friedrich Engels. Bien que le réchauffement climatique anthropogénique n'ait pas été connu des deux hommes, tous deux s'intéressaient aux conséquences naturelles involontaires de l'activité humaine. Le sujet a été un thème occasionnel dans leurs écrits ultérieurs, notamment dans l'exploration par Marx du "métabolisme social" et dans le passage d'Engels sur la "revanche de la nature". "Bien que cette facette de leur travail ait été longtemps négligée, l'essor du mouvement écologiste à la fin du XXe siècle a suscité un nouvel intérêt pour ces passages et pour les questions environnementales en général parmi les chercheurs marxistes de l'époque, comme en témoignent la théorie de James O'Connor sur la " seconde contradiction du capitalisme " et l'exégèse de John Bellamy Foster sur la " faille métabolique " de Marx. Au fur et à mesure que le cadre de Crutzen s'est répandu parmi les spécialistes des sciences naturelles et qu'il a atteint le grand public, il a attiré l'attention des spécialistes des sciences sociales de cette école et de l'école écoféministe qui lui est apparentée.
Appuyant son raisonnement sur la dynamique interne, financière, expansionniste, extractiviste, consommatrice et de croissance infinie, du capitalisme davantage que sur celle d’un « mauvais » Anthropos, Andreas Malm, doctorant en écologie humaine à l’Université de Lund en Suède, propose en 2009 le concept alternatif de capitalocène. Donna Haraway et Jason W. Moore ont ensuite contribué à diffuser le concept et le terme de capitalocène dans la sphère publique,,.
Depuis ses débuts, la notion de Capitalocène a été appliquée par des chercheurs dans des domaines aussi divers que l'architecture, l'analyse littéraire, les études numériques, et la pédagogie. Elle a été invoquée par le philosophe Frédéric Lordon qui l'approuve, et le comité éditorial de Scientific American, et a été discutée dans diverses publications grand public,,.

## Origine et motivations
Selon Victor Court — enseignant-chercheur en économie à l'IFP School, IFP Énergies nouvelles ; membre de la chaire « Énergie & Prospérité » et chercheur associé au Laboratoire Interdisciplinaire des Énergies de Demain (LIED, Université Paris Cité) —, on ne peut attribuer la crise environnementale actuelle à toute l'humanité considérée comme un seul bloc. Cela revient à naturaliser, « déshistoriciser » et dépolitiser un mode de production spécifique à un contexte sociohistorique :

« Tenir pour responsable l'humanité toute entière du changement climatique c'est laisser le capitalisme s'en tirer à bon compte. (...) S'il est certain que tous les humains vont subir les conséquences du dérèglement climatique et de l’effondrement de la biodiversité (dans des proportions très différentes cependant), il est impossible au regard de l’histoire d’affirmer que tous les membres de l’humanité partagent le même degré de responsabilité dans ce désastre. Un Nord-Américain ne peut pas être aussi responsable des bouleversements du système Terre qu’un Kényan qui consomme en moyenne 30 fois moins de matières premières et d’énergie que lui. 
Il est difficile d'étudier les causes de la transition géologique sans prendre en compte la dimension politique de ce phénomène. À la différence de l'Anthropocène, la notion de Capitalocène pourrait permettre d'intégrer cette dimension politique dans l'analyse du dérèglement climatique. »

Malcom Ferdinand, dans L’Écologie décoloniale (2019), défend également le terme de « Capitalocène », qui selon lui, « présente l’avantage de reconnecter les développements du capitalisme et les révolutions industrielles britanniques aux transformations matérielles des paysages de la Terre, et d’ouvrir les potentialités des critiques du capitalisme ».

## Critique ou nuancement
Pour nommer le quatrième étage de l’Holocène, qui succèderait aux 4 250 années de l’actuel Méghalayen, Thierry Sallantin propose plutôt le mot et concept d' Exterminacien :

« afin d’insister sur la sixième extinction de masse des espèces — du jamais vu depuis la cinquième extinction il y a 66 millions d’années, et la quatrième il y a 200 millions d’années, entre le Trias et le Jurassique (!) (...) De Pékin à Berlin en passant par Sydney et Washington, c’est contre le Puissancisme qu’il faut s’insurger, et cela va bien plus loin que la classique critique du seul capitalisme. 
S’insurger au plus vite pour jeter à terre cet étage de l’Exterminacien en train de détruire tous les équilibres bio-géo-chimiques de notre fragile biosphère. 
Heureusement que le terme « Anthropocène » est mort : en accusant de tous les maux « l’homme » (anthropos) il était lui-même une manifestation du problème qu’il prétendait dénoncer. Toutes les phrases où l’on peut lire : « l’homme ceci, l’homme cela », « l’homme, force géologique », relèvent de cette erreur de diagnostic et ne nous aident pas à trouver le bon remède. »

En 2022, Victor Court, estime que le terme Capitalocène décrit mal les 200 dernières années du capitalisme fossile, car, selon lui, « Si Capitalocène il y a, celui-ci remonte au XVIe siècle, voire au début du second Moyen Âge (XIIe siècle), et peut-être même à l’Antiquité dans des formes plus diffuses ». Victor Court ajoute que le XXe siècle a aussi été marqué par des régimes dits « non capitalistes – ou en tout cas n’autorisant pas la propriété privée – ont été extrêmement extractivistes et polluants. Tout comme les sociétés capitalistes, ces régimes d’inspiration socialiste prenant la forme de collectivismes bureaucratiques et totalitaires ont massivement eu recours aux énergies fossiles, tout en engendrant des désastres écologiques comparables à ceux du capitalisme occidental ».
Dans le même ordre d'idées, selon Serge Audier (philosophe) dans le journal Le Monde : « Si l’on décidait de parler de « capitalocène », peut-être faudrait-il alors se résoudre à parler également, en un certain sens, de « socialocène » et surtout de « communistocène », ce que curieusement personne ne se risque à faire. Aussi pénible que soit la reconnaissance du rôle majeur joué dans la crise écologique non seulement par les régimes communistes, mais aussi, beaucoup plus largement, par le socialisme et la gauche dans leur axe majoritaire, cette responsabilité historique doit être pleinement assumée ».